# パルドン祭り

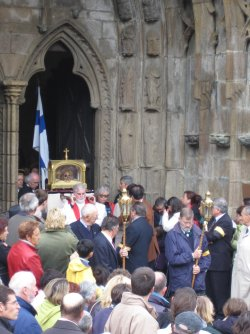
2005年、トレギエでのパルドン祭り

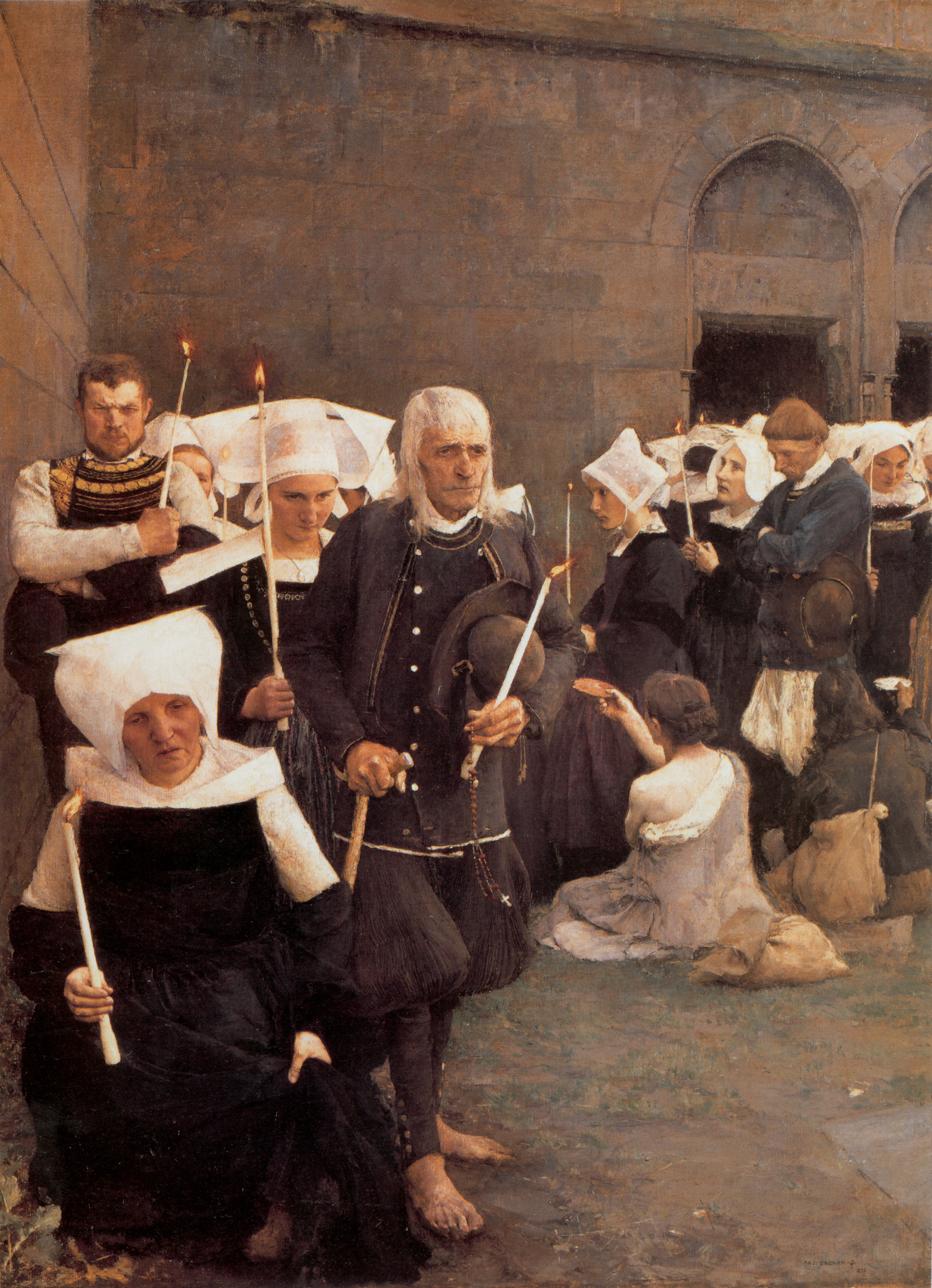
パスカル・ダニャン＝ブーベレの描いたパルドン祭りの様子

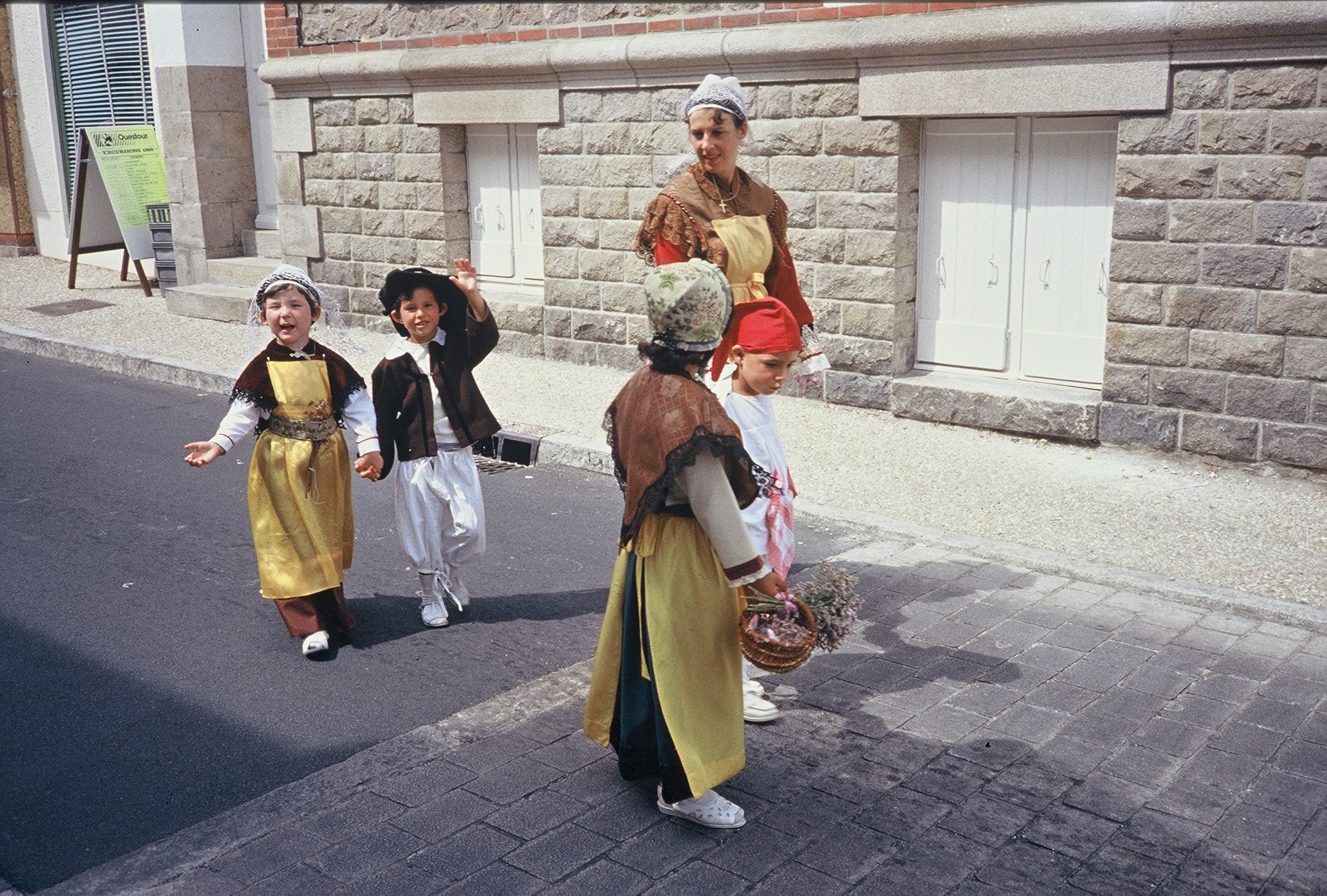
パルドンに参加する子供たち、1988年、Batz-sur-Mer

パルドン祭り （Pardon）とは、フランス、ブルターニュの典型的な巡礼の一つ。庶民のカトリック信仰に根付く伝統的な行事である。ケルト人のキリスト教化がキリスト教聖職者によって行われた時代に遡るという、非常に古い起源を持ち、アイルランドやニューヨークで行われるセント・パトリック・デーのパレードと比較される。

## 典型的なパルドン祭り
その名前が示すとおり、パルドン祭りとは告解を示している。信者たちは聖人の墓や聖人に献げられた場所に向けて巡礼する。その場所は、ケリアン（フィニステール県のコミューン）のように、奇跡の出現と関係している場合もあるし、聖遺物と関係している場合もある。告解者の旅行は教区ごとの集団、信徒団体、その他の団体で、旗印、十字架、その他巡礼を表すものを掲げ、どの団体も華麗さ・高潔さのため他者と競い合う。
巡礼行進のように、指定された場所で落ち合うまで巡礼は解散せず、信仰のなせるわざとして旅する努力を提供することで、名高い聖人から取りなしを得ようとする願望を象徴しているのである。これは、地上の人間たちは天上の王国か新たな約束された地へ向かって旅を続ける状況にある、とみなす、キリスト教徒の考えを反映している。この説に従うと、巡礼者たちはミサに出席する前に聖職者に対して罪を告白するよう勧められている。そしてその後に厳粛な夕べの祈りがしばしば続く。彼らは免罪を授かり、集団はキリスト教徒の救済を喜ぶためにコミュニティの祝宴に加わる。これは村祭りか移動遊園地にすら似ている体系をとる。
パルドン祭りの代表は、教会の高位聖職者が慣例として務め、彼らはパルドヌール（pardonneur、赦しを与える者）という称号を持つ。もし行列に聖遺物が含まれていたら、パルドヌールは行進の間聖遺物を運ぶのが通常のことである。大部分の巡礼では、この聖遺物を運ぶという名誉は、多様な社会集団を代表して最も優れた人物とみなされる者へと巡ってくる。

## 主要なパルドン祭り
一部のパルドン祭りは、8月15日の聖母の被昇天日のような有名な宗教行事の最中に開催される。パルドンは聖母マリアへ捧げられ、通常、聖母マリアの母でブルターニュの守護聖人・聖アンヌへ捧げられたパルドンが続く。しかし、パルドンの大多数は地元の聖人へ捧げられる。なぜなら、彼らの守護聖人としての役割は、特定の人々やその活動を保護するためにあるからである。トレゴールで6月上旬に聖ギルダスへ捧げられたパルドンがあり、結婚に関する若い女性の守護聖人・聖ギレックのパルドン、そして個々の教区の守護聖人へ捧げるパルドンが行われる。
トレギエの聖イヴ(fr)（法律家の守護聖人）のパルドンは、彼にちなんだ正規の告解である。その影響は今や国際的で、世界各国からやってくる何千もの有名無名の巡礼者（弁護士、裁判官、その他法律関係者の友愛団体）らが聖イヴの生誕地のある教区で彼の墓に詣でる。
その他の有名なパルドン:
- サンタンヌ＝ドーレー - 17世紀に当地の貧農が、聖アンヌから礼拝堂を建てるよう命じられたといういわれがある
- ロクロナン - 聖ロナンを讃え、12kmもの巡礼行進を、伝統的なブルターニュの民族衣装を着て行う

## 芸術
パルドン祭りは、19世紀フランス美術における人気の主題であった。祝祭のために地元ブルターニュの人々は伝統的な服装を着飾り、野外での祭りに繰り出していったからである。ジュール・ブルトン、パスカル・ダニャン＝ブーベレらがパルドン祭りの光景を数作描いた。ポール・セリュジエやポール・ゴーギャンといったポン＝タヴァン派の画家も、ブルターニュ文化のこの外観に触発され作品を描いた。

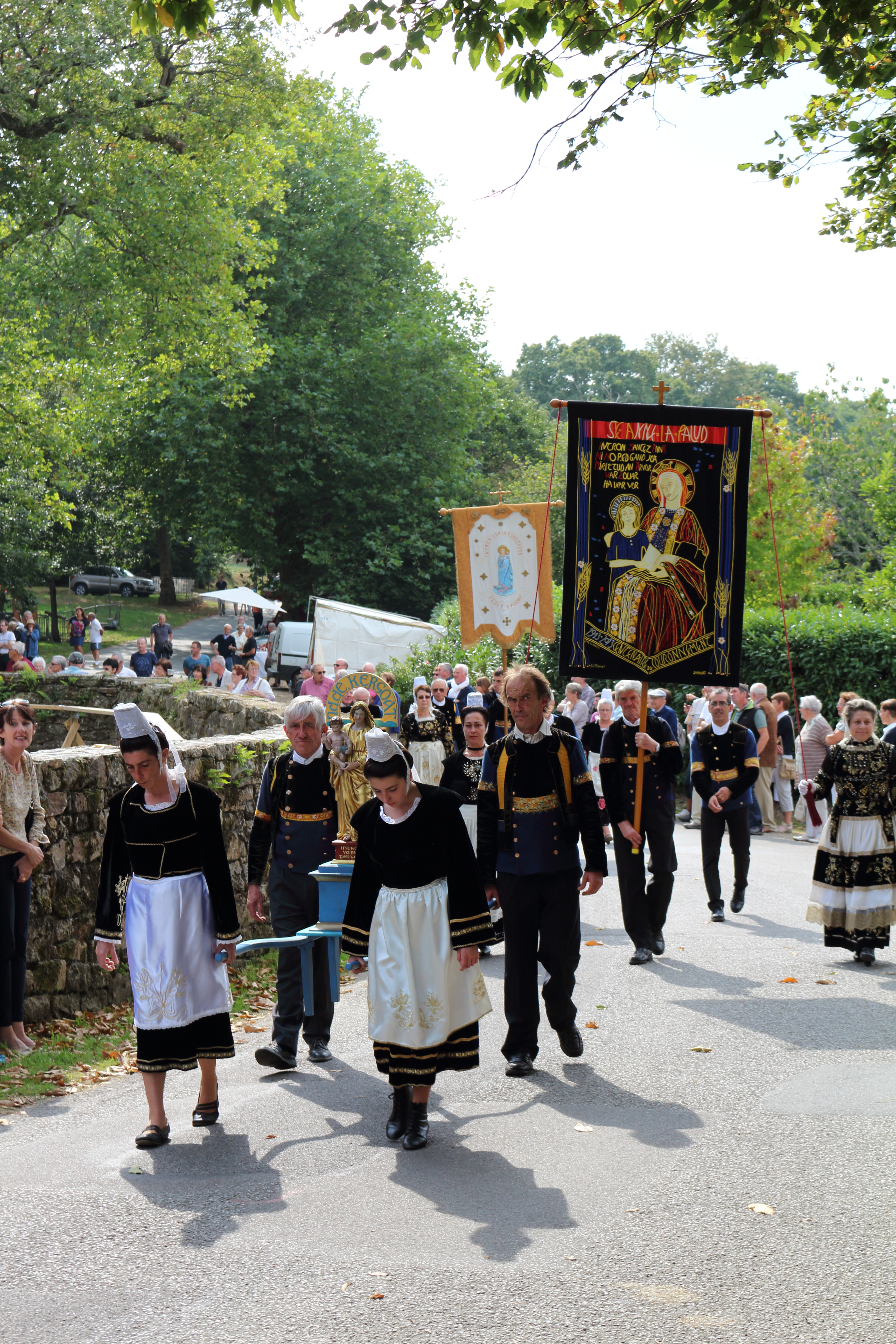
Grand Pardon de Notre-Dame de Kerdévot, エルゲ＝ガベリック, (フィニステール県, ブルターニュ)
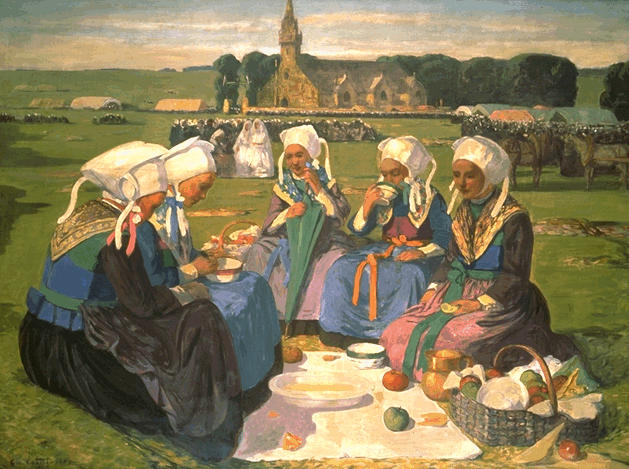
Femmes de Plougastel au Pardon de Sainte-Anne-La-Palud (画:シャルル・コッテ)
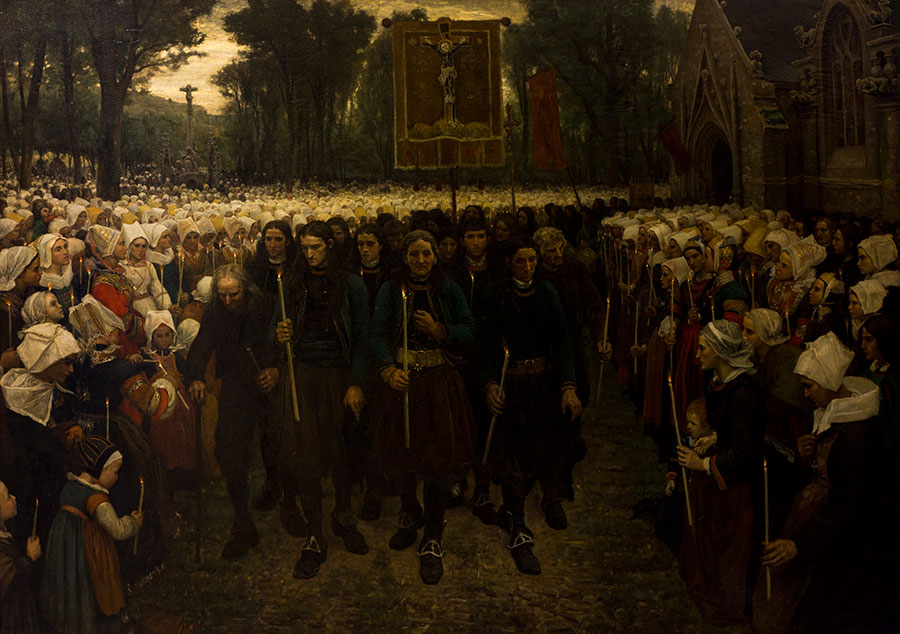
Un pardon à Kergoat, 1869 (画:ジュール・ブルトン)
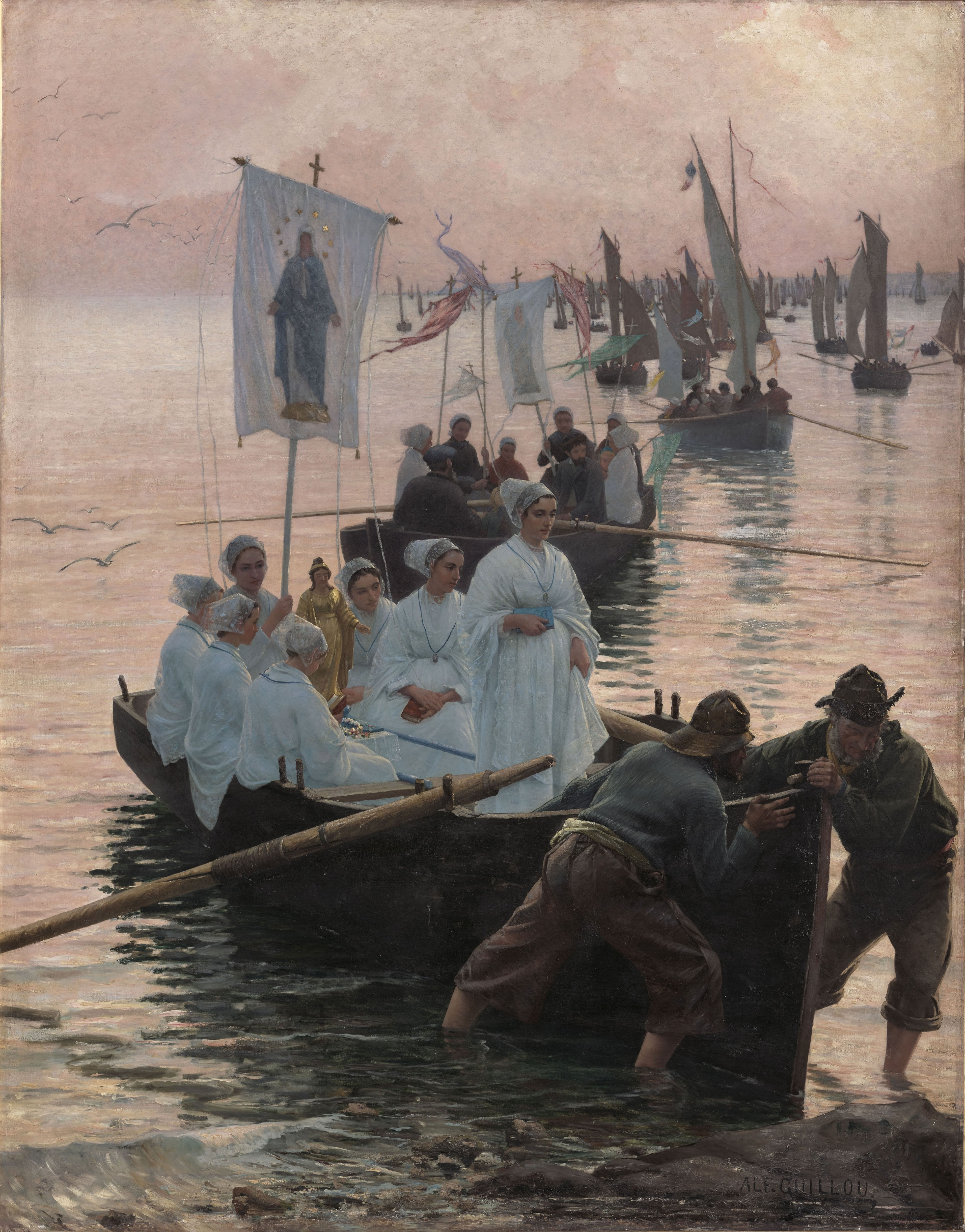
Arrivée du pardon de sainte Anne de Fouesnant à Concarneau, 1887 (画:アルフレッド・ギュー)
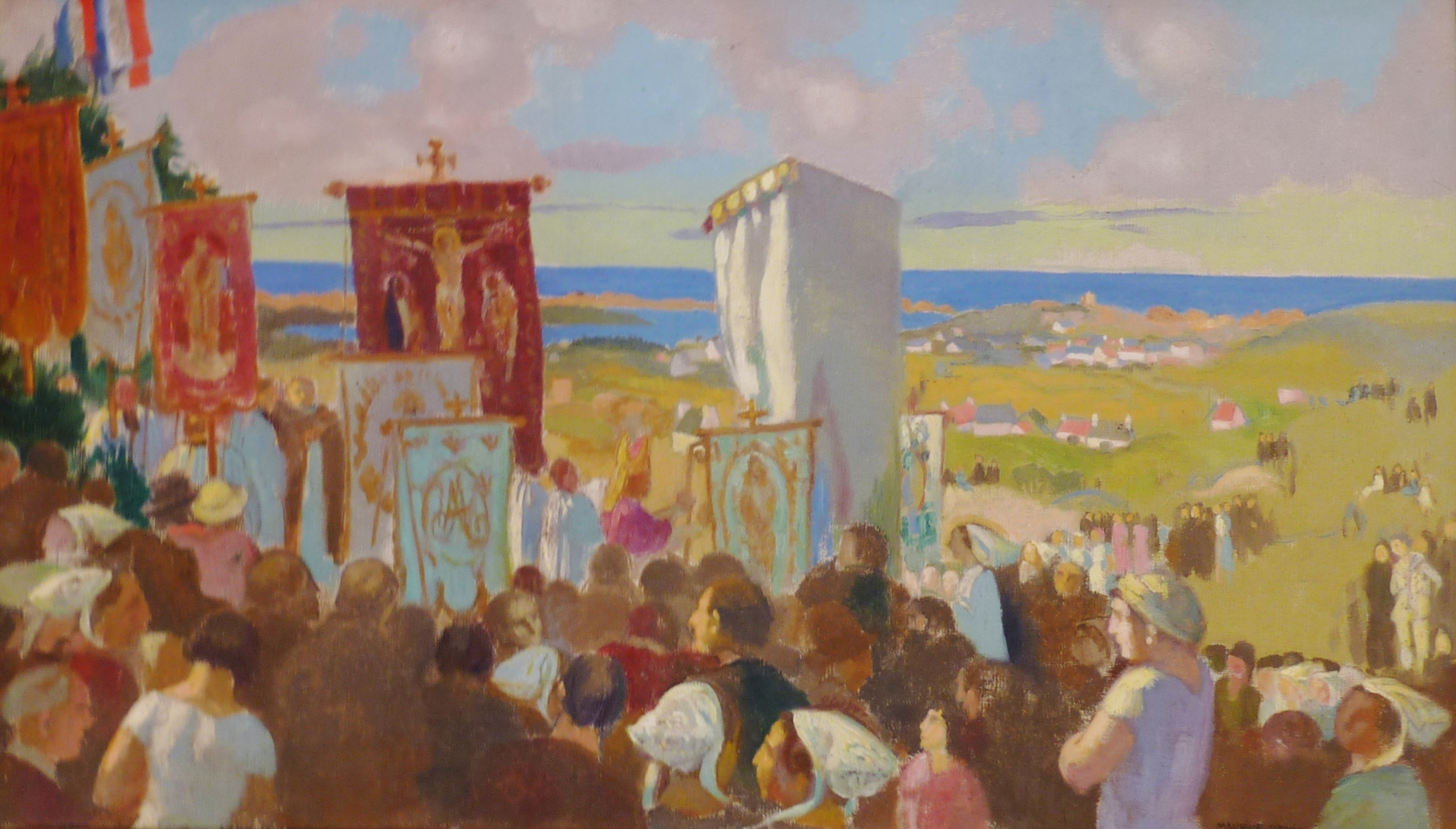
Pardon de Notre-Dame de la Clarté, 1926 (画:モーリス・ドニ)
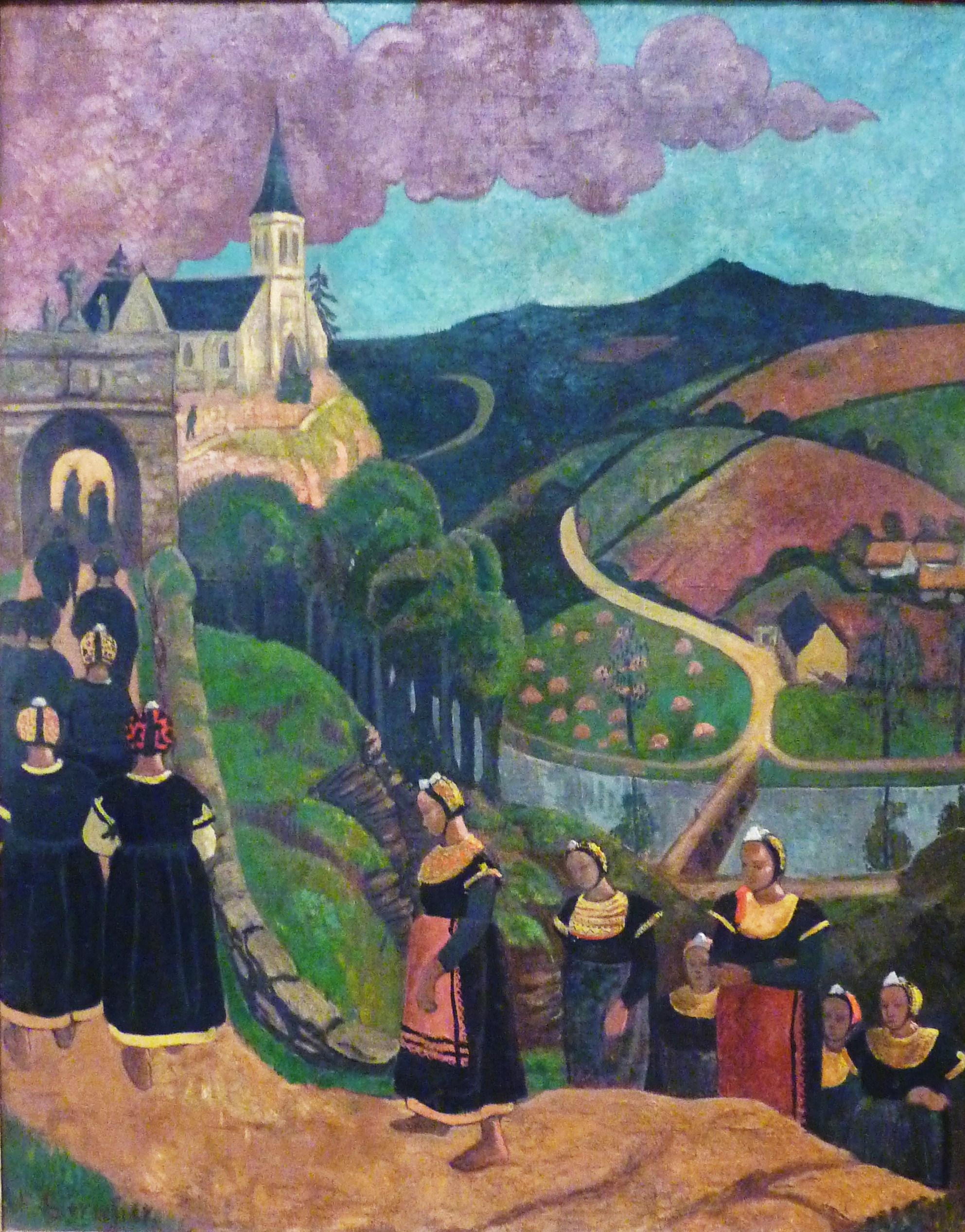
(画) ポール・セリュジエ(c.1894)

## 文献
- 新谷尚紀、関沢まゆみ著『ブルターニュのパルドン祭り―日本民俗学のフランス調査』、悠書館刊、ISBN 978-4903487199